# Aeroportul L'Aquila Preturo
Aeroportul L'Aquila Preturo (IATA: QAQ, ICAO: LIAP) este un aeroport din L'Aquila, Provincia L'Aquila, Abruzzo, Italia ce deservește zona L'Aquila. A fost deschis în 1968 și numit după zona deservită.
Situat la o altitudine de 674 m, aeroportul dispune de 1 pistă.

## Infrastructură

### Piste
Aeroportul dispune de o singură pistă. Pista 18/36 are suprafața de asfalt și dimensiunile 1.409 m × 25 m. 